# Puerto Madryn
Puerto Madryn az argentínai Biedma megye székhelye, kikötőváros az Atlanti-óceán egy öblének a partján.

## Fekvése
A város Argentína déli, Patagónia és azon belül Chubut tartomány északkeleti részén fekszik, az Atlanti-óceánba nyúló Valdés-félszigettől délnyugatra, a Golfo Nuevo nevű öböl partján. Közvetlenül mellette halad el az ország egyik legfontosabb főútja, a 3-as, amely Buenos Airest Tűzfölddel köti össze.

## Története
A települést egyes források szerint 1865. július 28-án alapította az a 150 walesi ember, akik a Mimosa nevű hajón érkeztek meg a helyszínre. (Máshol az olvasható, hogy a hajó csak szeptemberben érkezett meg.) A Madryn nevet Sir Love Jones-Parry tiszteletére adták neki, aki a walesi Madryn baronetje volt, és aki a walesiek patagóniai letelepülésének egyik úttörője volt. A Punta Cuevas nevű helyen a könnyen megmunkálható sziklákban barlanglakásokat alakítottak ki, ezek ma is láthatók történelmi emlékhelyként. De a település igazi fejlédése csak 1886-tól kezdődött meg, amikor a walesiek, valamint spanyol és olasz bevándorlók munkájának eredményeként felépült a vasútvonal, ami összekötötte Puerto Madrynt a közeli Trelew városával. A városfejlődést ezután a kikötő és a vasút, ezáltal a kereskedelem és az ezekhez kapcsolódó szolgáltatások, például a raktározás határozta meg.
A kialakult gazdasági rendszer egészen 1950-es évek végéig, az 1960-as évek elejéig működött. Ekkor azonban megszűntek az utolsó partmenti hajózással foglalkozó társaságok, megszűnt a Chubuti Kereskedelmi Társaság és bezárt a patagóniai vasút. Megjelent ugyanekkor a textilipar, amely azonban nem szerzett nagy jelentőséget magának. Az 1970-es évek elején jelentős kivándorlás indult meg, a település népessége csökkenni kezdett, de a folyamat nem tartott sokáig: a város északi részén felépült az alumíniummű és egy érckikötő, ezáltal számos új munkahely létesült, és újra megindult a betelepülés. A következő kevesebb mint tíz évben a lakosság megháromszorozódott. Hamarosan a turizmus egyik fontos térségbeli központja is itt alakult ki.

## Turizmus, látnivalók
A település jelentős turisztikai célpont, de a látnivalók nem magában a városban, hanem főként a környékén találhatók: a világörökség részét képező Valdés-félsziget, a Punta Tombo, az El Doradillo és a Punta Loma nevű természetvédelmi terület és a Chubut folyó alsó völgye. Puerto Madrynt a búvárkodás és a vízalatti tevékenységek országos fővárosának is nevezik, de ezek mellett van lehetőség kajakozásra, sporthorgászatra, hegyikerékpározásra és széllovaglásra is. Az élővilág is különleges: rengeteg delfin, fóka, bálna és pingvin látható a partvidékeket és a vizeket járva.

## Képek

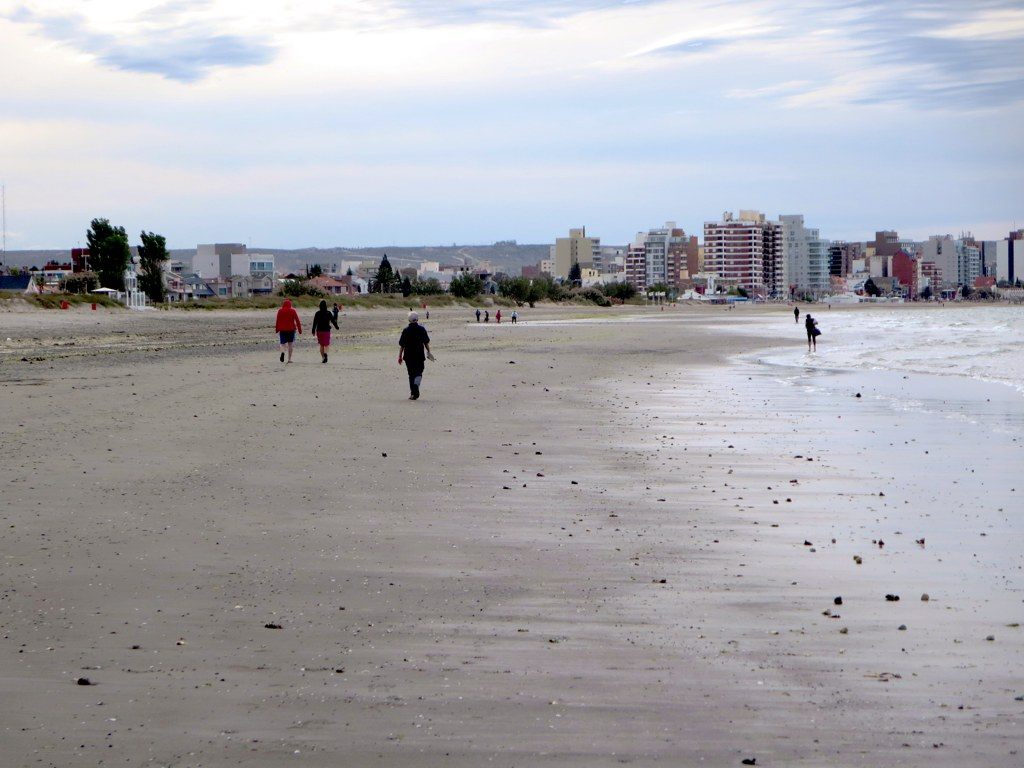
A tengerpart
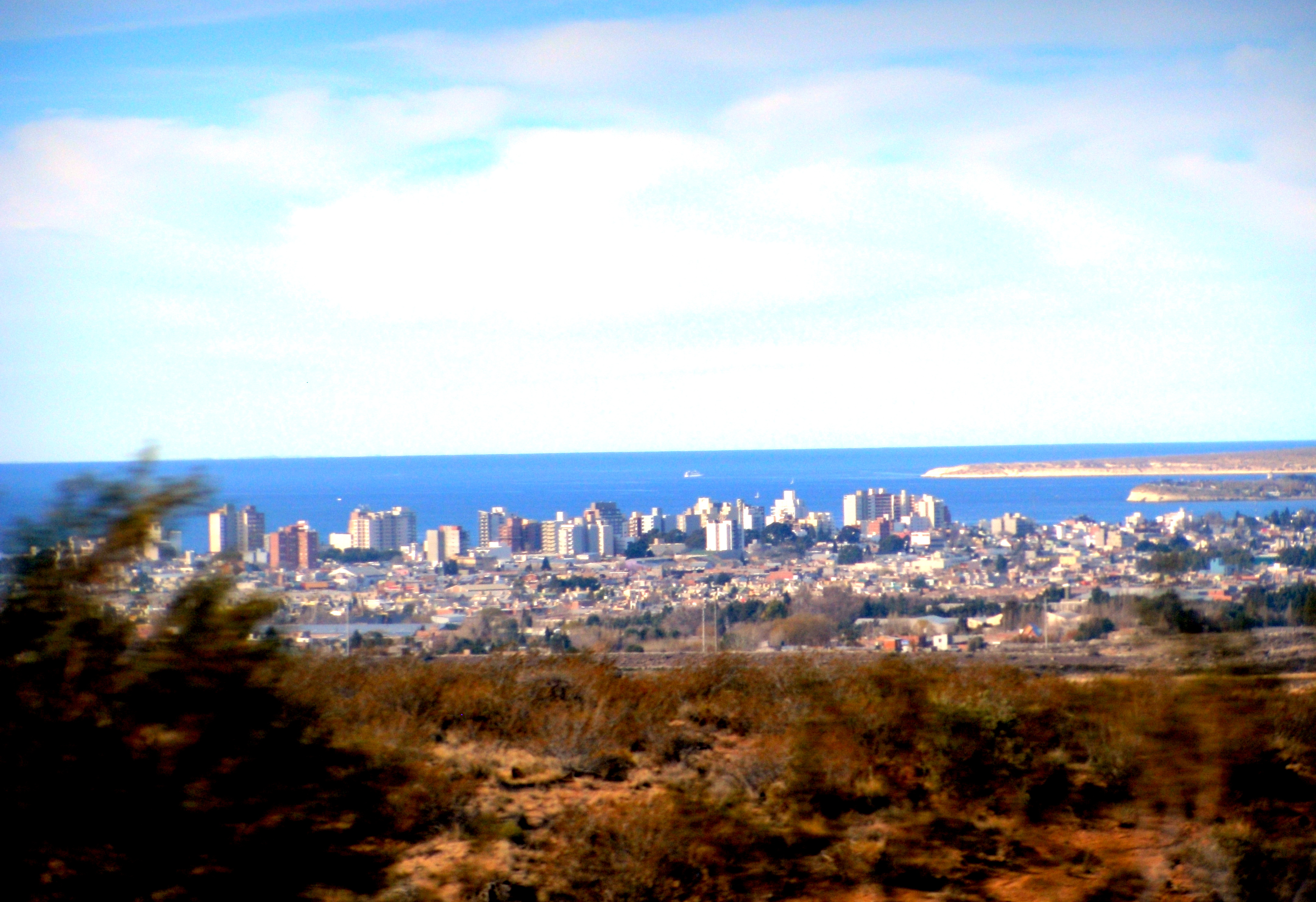
A város a szárazföld felől nézve
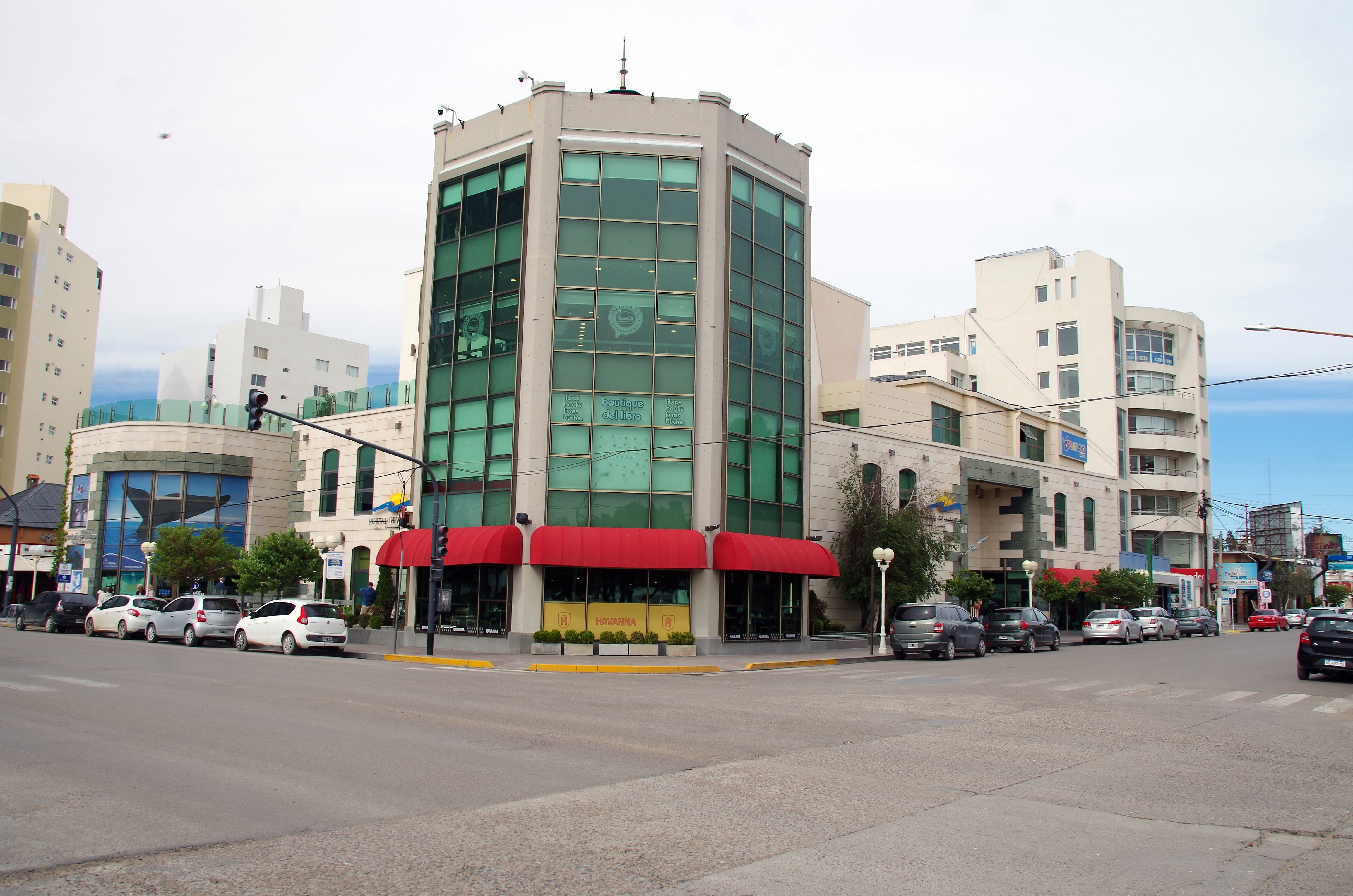
Belvárosi részlet
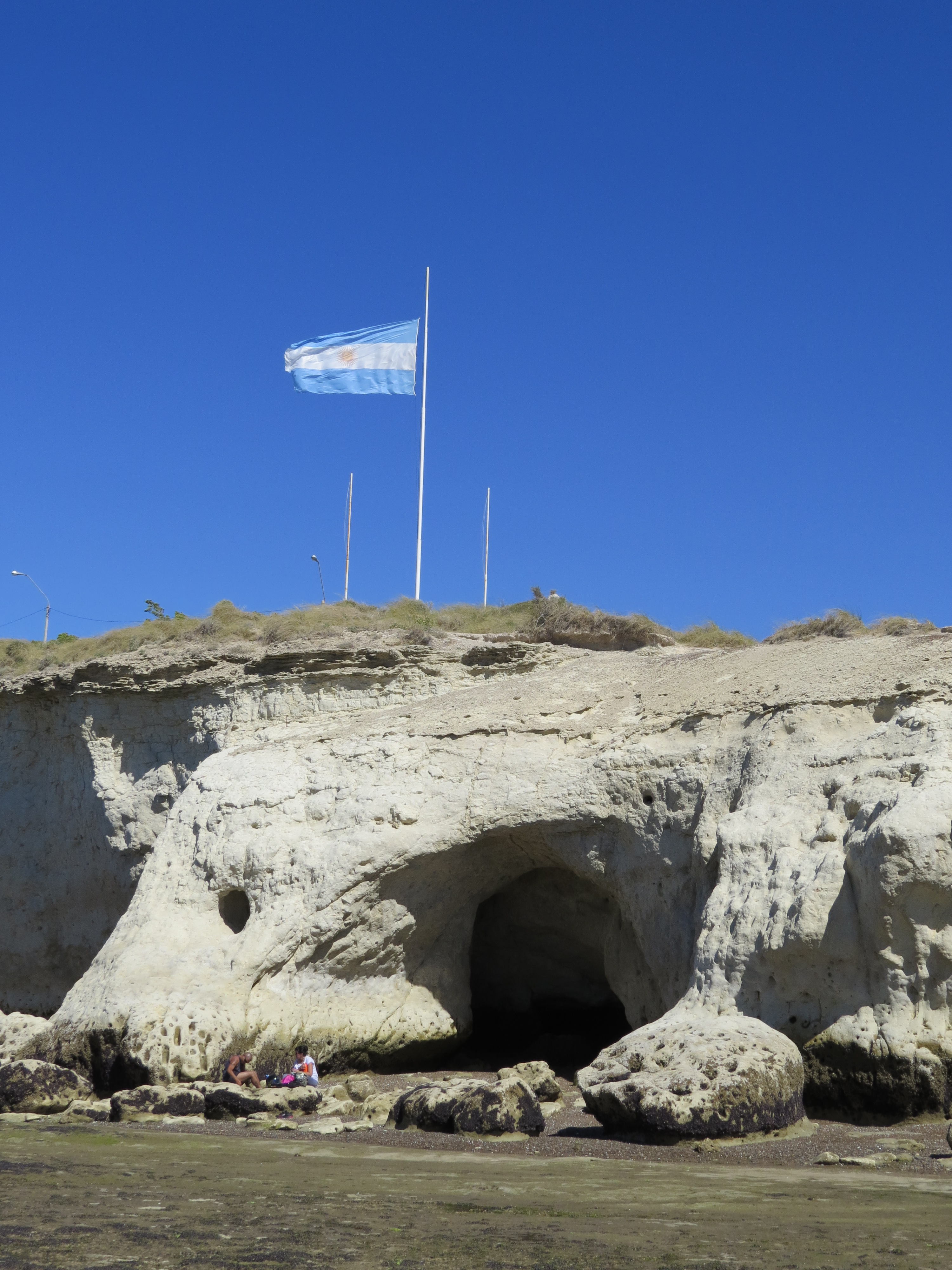
A Punta Cuevas